# Marek Isteník
Marek Isteník (* 8. srpna 1979 Rakovník) je bývalý český fotbalový útočník a mládežnický reprezentant České republiky.

## Rodina
Jeho mladší bratr Michal Isteník (* 11. července 1983) je hercem, bývalým fotbalovým útočníkem a později obráncem (hrál za Nové Strašecí a SK Kladno – druhá dorostenecká liga). Jejich otcem je bývalý fotbalista Miroslav Isteník (* 5. dubna 1957), který hrál za SONP/Poldi SONP/Poldi Kladno v letech 1974–1989.

## Hráčská kariéra
Začínal v Novém Strašecí a poté hrál za Kladno, odkud přestoupil do Slavie Praha (k 17. říjnu 1997). Nastupoval za slávistické B-mužstvo v České fotbalové lize a na jaře 1999 zasáhl v dresu A-mužstva do tří zápasů domácí nejvyšší soutěže, aniž by skóroval (14.03.1999–30.05.1999). Hráčem pražské Slavie byl až do července 2008. Od podzimu 2001 hostoval v SK Kladno, SK Hořovice, SK Buldoci Karlovy Vary-Dvory a SK Rakovník, do kterého ze Slavie nakonec přestoupil a působil v něm až do poloviny září 2016. Poté se vrátil do TJ Sokol Nové Strašecí (2016–2017), kde na podzim 2017 uzavřel hráčskou kariéru (18. listopadu 2017).

### Reprezentace
V letech 1994–1998 byl členem mládežnických reprezentací České republiky. Nastupoval za reprezentační výběry do 15 let (v roce 1994, 2 starty/žádný gól) a do 18 let (1997–1998, 3/0).

### Ligová bilance
| Ročník                 | Zápasy | Góly | Minuty | Klub                          |
| ---------------------- | ------ | ---- | ------ | ----------------------------- |
| ČFL 1997/98            | –      | 0    | –      | SK Slavia Praha „B“           |
| ČFL 1998/99            | –      | 5    | –      | SK Slavia Praha „B“           |
| I. liga 1998/99        | 3      | 0    | 19     | SK Slavia Praha               |
| ČFL 1999/00            | –      | 8    | –      | SK Slavia Praha „B“           |
| ČFL 2000/01            | –      | 2    | –      | SK Slavia Praha „B“           |
| ČFL 2001/02            | –      | 2    | –      | SK Slavia Praha „B“           |
| ČFL 2001/02            | –      | 0    | –      | SK Kladno                     |
| ČFL 2003/04            | –      | 2    | –      | SK Buldoci Karlovy Vary-Dvory |
| ČFL 2004/05            | –      | 4    | –      | SK Buldoci Karlovy Vary-Dvory |
| CELKEM I. LIGA         | 3      | 0    | 19     |                               |
| CELKEM ČFL – III. LIGA | –      | 23   | –      |                               |